# ایمی لی
اِیمی لین لی (به انگلیسی: Amy Lynn Lee؛ زادهٔ ۱۳ دسامبر ۱۹۸۱)، خواننده-ترانه‌پرداز و موسیقی‌دان آمریکایی بوده و از کودکی نواختن پیانو را آموزش دیده‌است. او یکی از بنیانگذاران و خواننده اصلی گروه راک اونسنس است. این گروه برنده جایزه گرمی شده‌است.
بازه‌ای که او تحت تأثیر آنان است، از موسیقی‌دانان کلاسیکی نظیر موتزارت تا آهنگسازان معاصری نظیر بیورک، توری آموس، دنی الفمن و پلامب امتداد دارد. اِیمی لی یکی از خوانندگان زن موفق موسیقی آلترنتیو به‌شمار می‌آید و در ویدئوهایش همراه با اونسنس به القای مفاهیم خاص به بیننده می‌پردازد.
لی نوازنده پیانو ، چنگ ، اُرگ و سینتی سایزر است ، وی همچنین گیتار ، یوکلله و مالت پرکاشن نیز می‌نوازد. از او ویدیوهایی حین نواختن سلستا، تمبورین ، بیس و گوسلی (ساز اصیل روسی) نیز موجود است.او در پس زمینه‌ی کاور خود از آهنگ Sally's Song ، ساز هارمونیوم نواخته است.
روز ۴ مارس روز اونسنس به رسمیت شناخته شده‌است. (آلبوم ساقط در این روز منتشر شده است)
او علاقمند به ساخت موسیقی برای فیلم‌های مستقل است و برای فیلم داستان جنگ به‌همراه دیو اگار و چاک پالمر موسیقی متن ساخته است. او به همراه این دو، برای فیلم کوتاه Indigo Grey: The Passage نیز موسیقی ساخت.
در سال ۲۰۱۶ نیز به همراه پالمر و اگار برای فیلم نابینا موسیقی ساخت.
وی همچنین در سال ۲۰۱۷ آهنگ با من حرف بزن را برای فیلم صدایی از سنگ خواند.

## زندگینامه

### سال‌های جوانی
اِیمی لی فرزند جان لی و سارا کارگیل است. او یک برادر به نام رابی و دو خواهر به نام‌های کری و لوری دارد. همچنین اِیمی خواهر دیگری به نام بونی داشت که در سال ۱۹۸۷ در سه سالگی بر اثر بیماری ناشناخته‌ای درگذشت و اِیمی تا کنون ۲ آهنگ برای او خوانده است. او آهنگ «سلام» از آلبوم «ساقط» و نیز آهنگ «مثل تو» از آلبوم «درب باز» را برای خواهر درگذشته‌اش نوشته است. اِیمی نواختن پیانو کلاسیک را در نه سالگی فرا گرفت.
خانواده او به جاهای زیادی مهاجرت کردند که از جمله آن‌ها می‌توان به فلوریدا و ایلینوی اشاره کرد. اما سرانجام در لیتل راک آرکانزاس اقامت کردند. جایی که اونسنس آغاز شد.
طی مصاحبه‌ای با ای‌اوال موزیک اِیمی اعلام کرد اولین آهنگ‌هایی که بخاطر دارد نوشته‌است «جاودانی در غم» و «یک قطره اشک» نام دارد. اولین بار که او شروع به نوشتن کرد یازده ساله بود و به یک آهنگ ساز کلاسیک احتیاج داشت.زندگینامه امی لی
در سال ۲۰۱۴ او به‌طور رسمی خبر بارداری خود را در شبکه‌های اجتماعی عنوان نمود. اسم کودک او جک لاین هارتزلر می‌باشد.

## آلبوم‌شناسی
- پسایند (۲۰۱۴)
- دوباره بازخوانی، جلد اول (۲۰۱۶)
- آرزوهای بزرگ (۲۰۱۶)